# Bahnstrecke Kruglanken–Marggrabowa
| Brücke über die Sapina bei Kruklanken |                                                      |                                 |                                 |
| Kursbuchstrecke: | 207a (1914), 119g (1934) DR 118u (1940), 137a (1944) |                                 |                                 |
| Streckenlänge: | 43,7 km                                              |                                 |                                 |
| Spurweite: | 1435 mm (Normalspur)                                 |                                 |                                 |
| |                                                      |                                 |                                 |
| \| \| \| von Angerburg (Węgorzewo) \| \| \| \| 0,00 \| Kruglanken \| (Kruklanki) \| \| \| \| nach Lötzen (Giżycko) \| \| \| \| \| Sapina \| \| \| \| 5,41 \| Gansenstein \| (Żywki) \| \| \| 10,62 \| Jorkowen/Jorken \| (Jurkowo Węgorzewskie) \| \| \| 14,40 \| Grondzken/Funken \| (Grądzkie) \| \| \| 17,74 \| Orlowen/Adlersdorf \| (Orłowo Mazurskie) \| \| \| 23,79 \| Wronken/Fronicken \| (Wronki Mazurskie) \| \| \| 28,50 \| Griesen (Ostpr.) \| (Gryzy) \| \| \| 33,02 \| Doliwen/Teichwalde \| (Doliwy) \| \| \| 37,11 \| Gordeyken/Gordeiken \| (Gordejki) \| \| \| \| von Goldap (Gołdap) \| \| \| \| 43,67 \| Marggrabowa/Treuburg \| (Olecko) \| \| \| \| nach Lyck (Ełk) \| \| \| \| \| nach Suwalken/Sudauen (Suwałki) \| \| |                                                      |                                 |                                 |
| Strecke (außer Betrieb) |                                                      | von Angerburg (Węgorzewo)       | von Angerburg (Węgorzewo)       |
| Bahnhof (Strecke außer Betrieb) | 0,00                                                 | Kruglanken                      | (Kruklanki)                     |
| Abzweig geradeaus und nach rechts (Strecke außer Betrieb) |                                                      | nach Lötzen (Giżycko)           | nach Lötzen (Giżycko)           |
| Brücke über Wasserlauf (Strecke außer Betrieb) |                                                      | Sapina                          | Sapina                          |
| Bahnhof (Strecke außer Betrieb) | 5,41                                                 | Gansenstein                     | (Żywki)                         |
| Bahnhof (Strecke außer Betrieb) | 10,62                                                | Jorkowen/Jorken                 | (Jurkowo Węgorzewskie)          |
| Haltepunkt / Haltestelle (Strecke außer Betrieb) | 14,40                                                | Grondzken/Funken                | (Grądzkie)                      |
| Bahnhof (Strecke außer Betrieb) | 17,74                                                | Orlowen/Adlersdorf              | (Orłowo Mazurskie)              |
| Bahnhof (Strecke außer Betrieb) | 23,79                                                | Wronken/Fronicken               | (Wronki Mazurskie)              |
| Bahnhof (Strecke außer Betrieb) | 28,50                                                | Griesen (Ostpr.)                | (Gryzy)                         |
| Haltepunkt / Haltestelle (Strecke außer Betrieb) | 33,02                                                | Doliwen/Teichwalde              | (Doliwy)                        |
| Bahnhof (Strecke außer Betrieb) | 37,11                                                | Gordeyken/Gordeiken             | (Gordejki)                      |
| Abzweig geradeaus und von links (Strecke außer Betrieb) |                                                      | von Goldap (Gołdap)             | von Goldap (Gołdap)             |
| Betriebs-/Güterbahnhof Strecke bis hier außer Betrieb | 43,67                                                | Marggrabowa/Treuburg            | (Olecko)                        |
| Abzweig ehemals geradeaus und nach rechts |                                                      | nach Lyck (Ełk)                 | nach Lyck (Ełk)                 |
| Strecke (außer Betrieb) |                                                      | nach Suwalken/Sudauen (Suwałki) | nach Suwalken/Sudauen (Suwałki) |

Die Bahnstrecke Kruglanken–Marggrabowa (1928 bis 1945: Treuburg) verlief durch Ostpreußen im Nordosten der heutigen polnischen Woiwodschaft Ermland-Masuren. Sie verband den nördlichen Teil des Masurische Seengebiets um die Städte Angerburg (polnisch Węgorzewo) und Lötzen (Giżycko) mit der Kreisstadt Marggrabowa (Treuburg, polnisch Olecko).

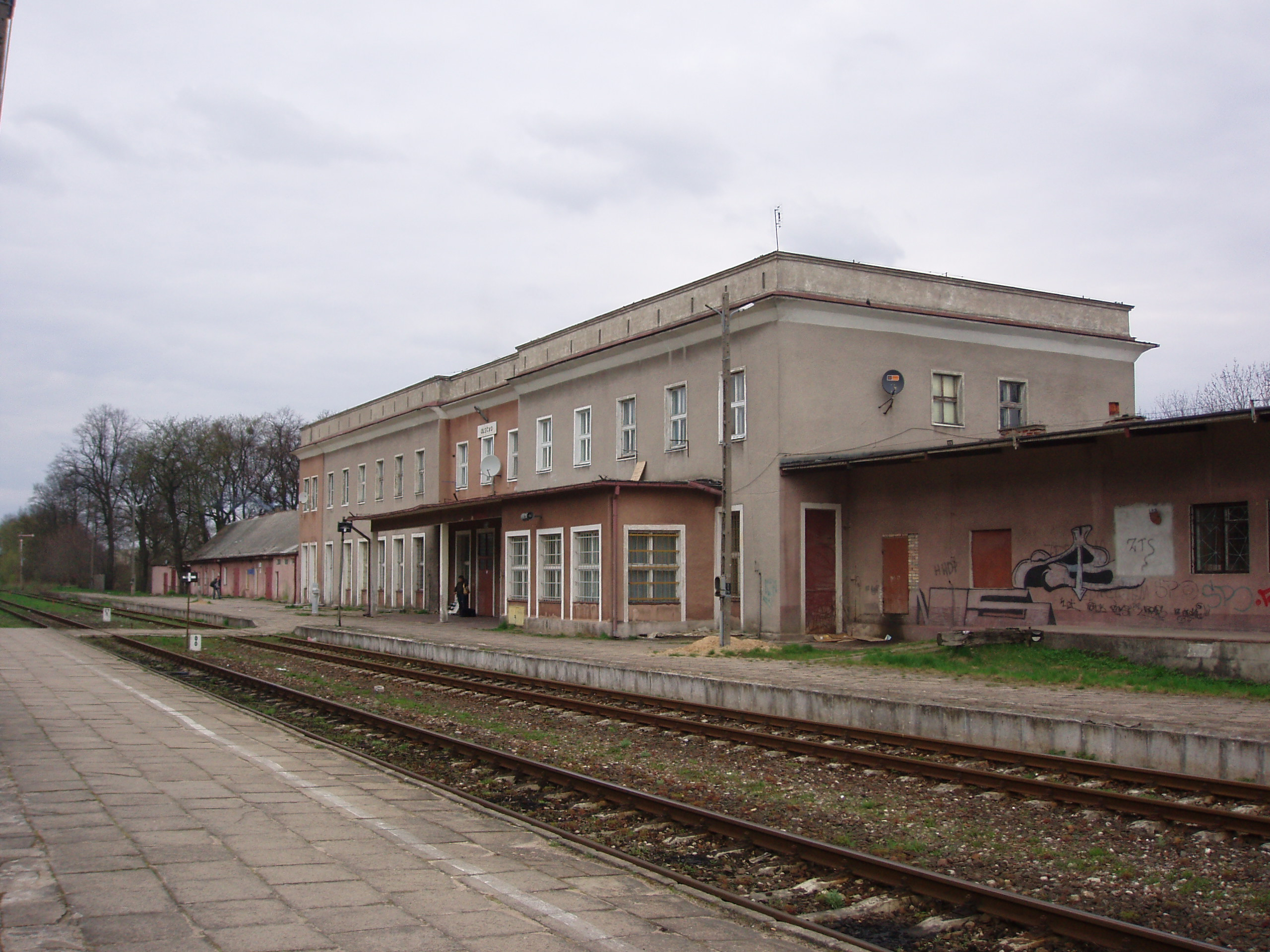
Bahnhof in Treuburg (2008)

## Geschichte
Nach dem am 21. Dezember 1905 die Bahnstrecke Angerburg–Lötzen als Verbindung dieser beiden Kreisstädte eröffnet worden war, folgte am 15. September 1908 auf „halber Strecke“ bei Kruglanken (polnisch Kruklanki) der Verbindungsanschluss nach Marggrabowa. In den 1940er Jahren passierten täglich je vier Zugpaare die auf 1435 mm Spurweite erbaute und 43,7 Kilometer lange Strecke in beide Richtungen.
In Marggrabowa/Treuburg bestand Anschluss an die bereits 1879 erbaute Bahnstrecke Lyck–Insterburg (Ełk–Tschernjachowsk), die Nord- und Südostpreußen als bedeutender Schienenweg verband. Außerdem wurde in Marggrabowa die Bahnstrecke nach Suwalken/Sudauen (Suwałki) und ab 1911 auch die Linien der Treuburger Kleinbahnen erreicht.
Nach Kriegsende 1945 wurde die Strecke nicht wieder in Betrieb genommen.